# De Vrolijke Vagebonden
De Vrolijke Vagebonden was een Nederlandse band afkomstig uit Tilburg en werd in 1950 opgericht door Ton van Erp, Ad Reijnen en Frans Meijs. De band, die voornamelijk carnavals- en feestmuziek ten gehore bracht, kende in de loop der jaren een wisselende samenstelling en was actief tot 1975 maar in 1985 volgde een terugkeer voor vier jaar. Het bekendst werd de band in 1985 met het nummer "Sophietje" (B-kant m'n tante Coba) dat in 1985 4 weken in de Top 40 stond met als hoogste notering een 28e plaats.
Andere nummers waren onder meer "Zo, zo, zo, zo/Carolien, "Ik zou wel willen/Zeg Sjaan zeg Sjaan", "De bukshag wals/Moelando polka", "Nee nee nee/De zonnebank" en "Doe dat nou niet Marie/Lied van de rij-instrukteur".